# Угоне III (Арборея)
Угоне III (убит в Ористано 3 марта 1383) — судья Арбореи с 1375.
Старший сын Мариано IV и его жены Тимбор де Рокаберти. Наследовал отцу в мае 1375 г. По словам средневековых хронистов, проводил политику умеренную и мудрую.
В 1363 г. женился на дочери Джованни деи Витербо, умершей в 1369 г. В этом браке родилась дочь — Бенедетта, единственная наследница. На ней в 1373 г. собирался жениться Людовик I Анжуйский, сын французского короля Карла V, но свадьба не состоялась.
Угоне III всячески противился экспансионистской политике короля Педро IV Арагонского. По наущению арборейских дворян - сторонников Арагона Угоне III и его дочь 3 марта 1383 года были убиты восставшими жителями Ористано, провозгласившими республику.
Однако сестра Угоне III Элеонора добилась, чтобы судьёй был избран её сын Федерико, и стала при нём регентом.